# Lavandula angustifolia
Lavandula angustifolia, lavanda, es una especie de planta sufruticosa perenne del género Lavandula en la familia Lamiaceae.

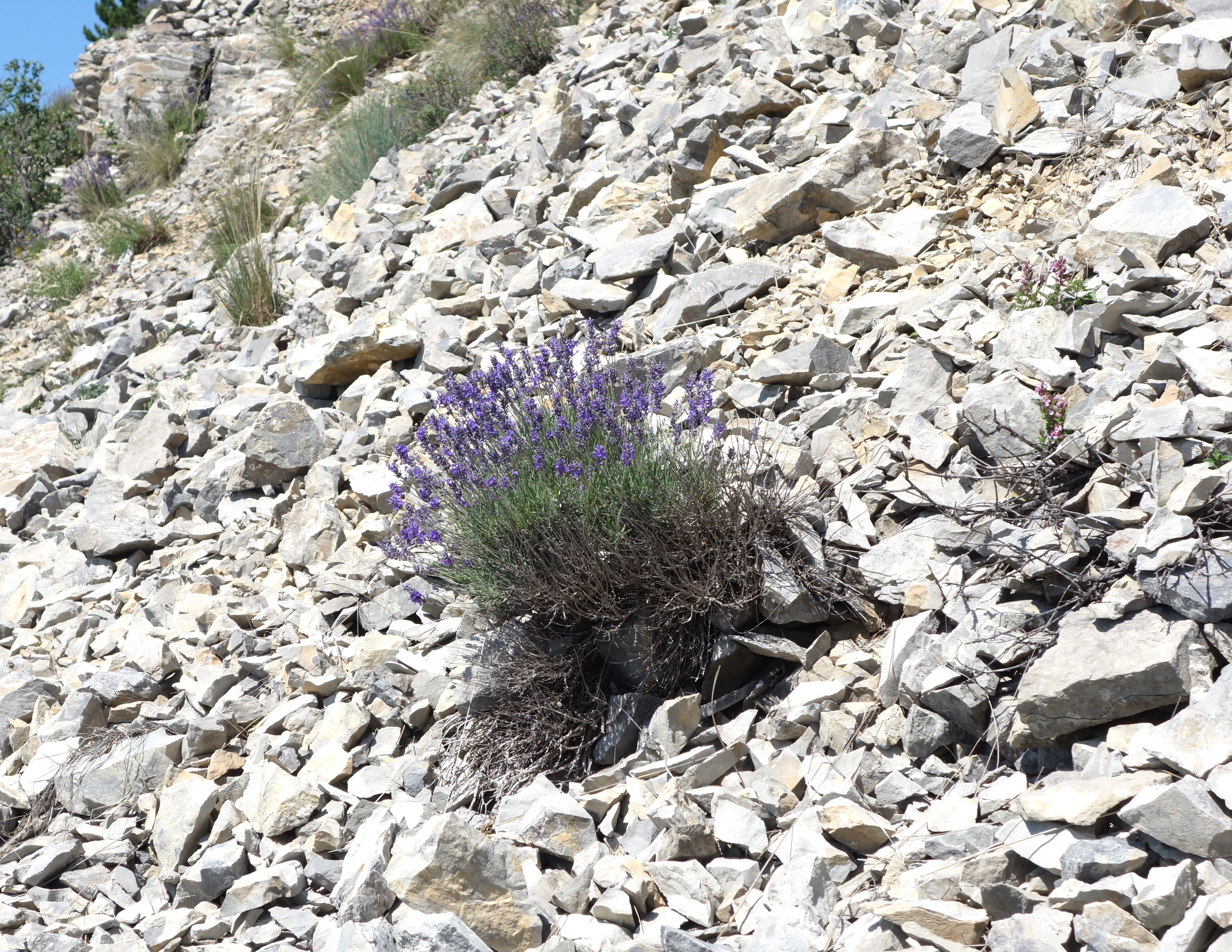
Vista general en su hábitat.

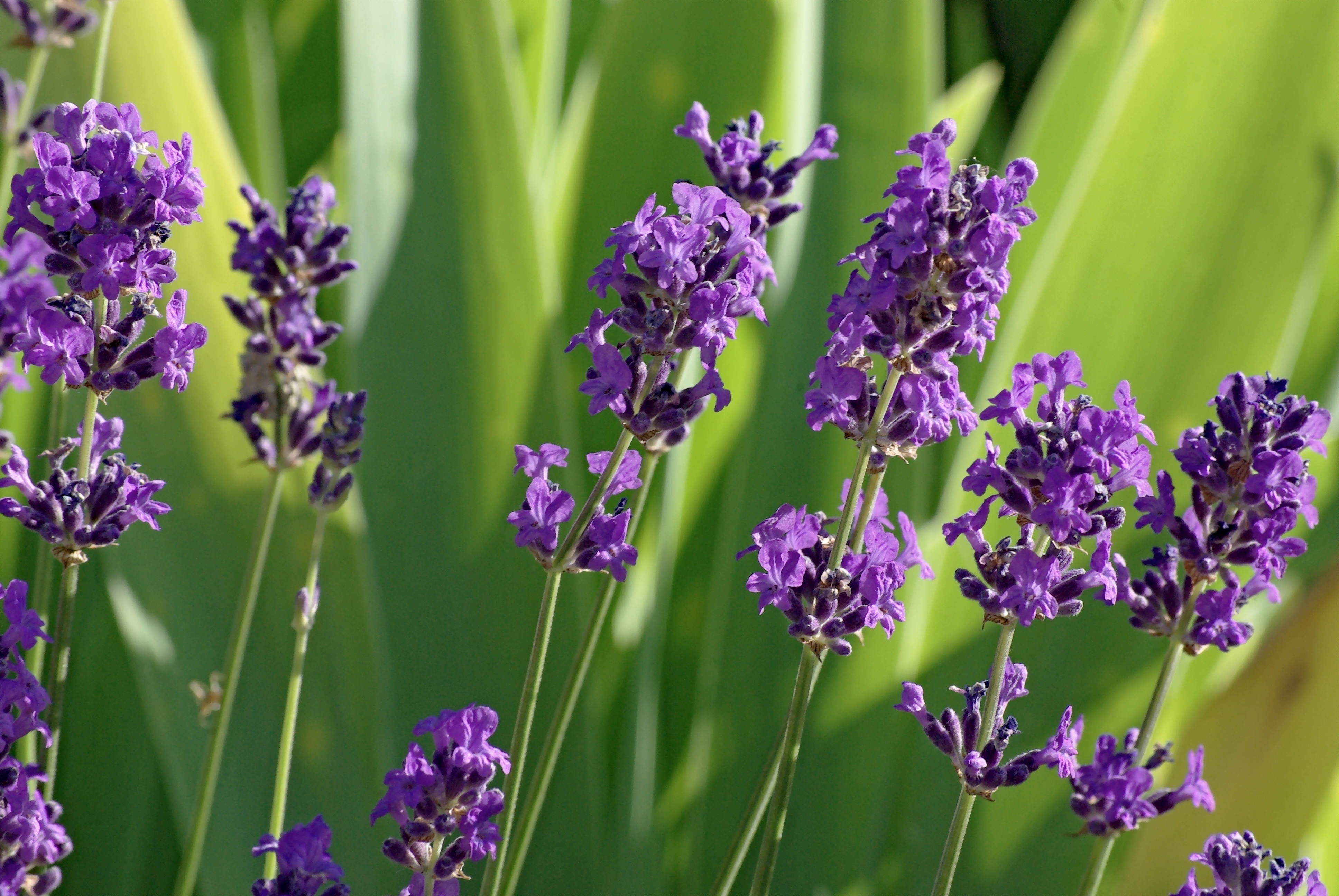
Inflorescencias.

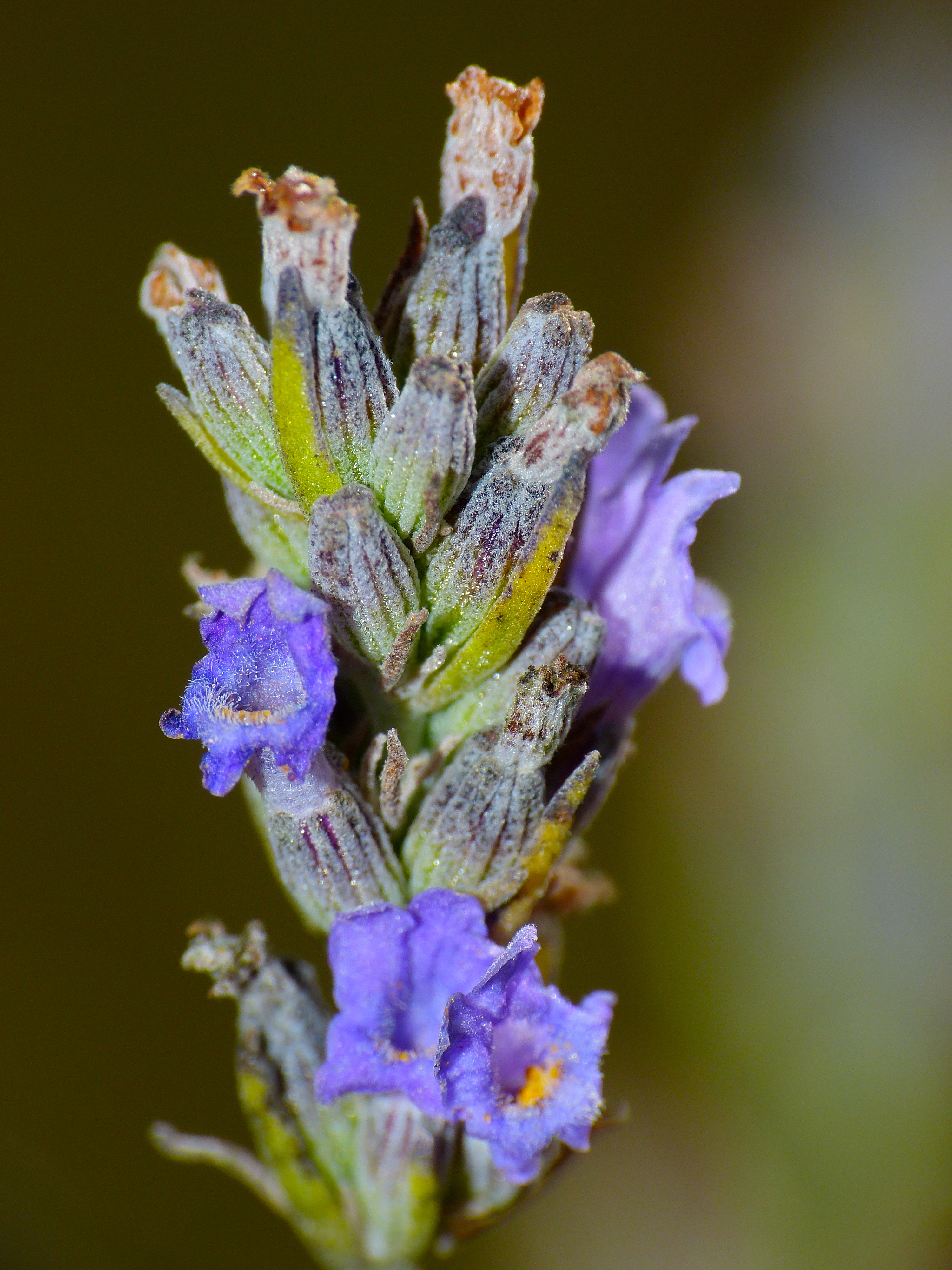
Detalle de una inflorescencia.

## Descripción
Es una especie sufrútice que puede superar fácilmente el metro de altura, con tallos cuadrados, algo pelosos y generalmente con ángulos redondeados; las hojas, de 2-6 cm por 2-5 mm son más o menos lanceoladas, agudas, enteras, verdes, con el nervio central sobresaliente en el envés, eventualmente con margen revoluto. 
La inflorescencia, espiciforme y largamente pedunculada, puede medir hasta 9 cm y está constituida por uno 5 verticilos bastante próximos pero con los inferiores claramente distantes. Las brácteas son anchamente ovadas, acuminadas, las superiores más cortas, con 7-9 nervios divididos superiormente, membranáceas, blanquecinas o pardo verdosas, mientras las bractéolas son casi lineales. No hay penacho apical de brácteas. 
Las flores tienen un cáliz  pentafido densamente peloso de unos 5 mm con un tubo surcado por 13 nervios, con el diente superior prolongado por un apéndice a modo de opérculo de tamaño inframilimétrico. La corola, de unos 10-12 mm, tiene el labio superior bilobulado y el inferior con 3 lóbulos mucho más pequeños que los del labio superior, todos de color púrpura o azulado.

## Distribución y hábitat
Es un endemismo de la región mediterránea occidental (Italia y España). En España, está presente naturalmente en todo el litoral mediterráneo peninsular y en las islas Baleares la subespecie pyrenaica. La especie nominal ha sido introducida para su cultivo desde antiguo, aunque hoy día se cultivan sobre todo las formas híbridas. También ha sido introducida en Ucrania, Crimea e islas orientales del mar Egeo.

## Usos

### Uso del aceite esencial

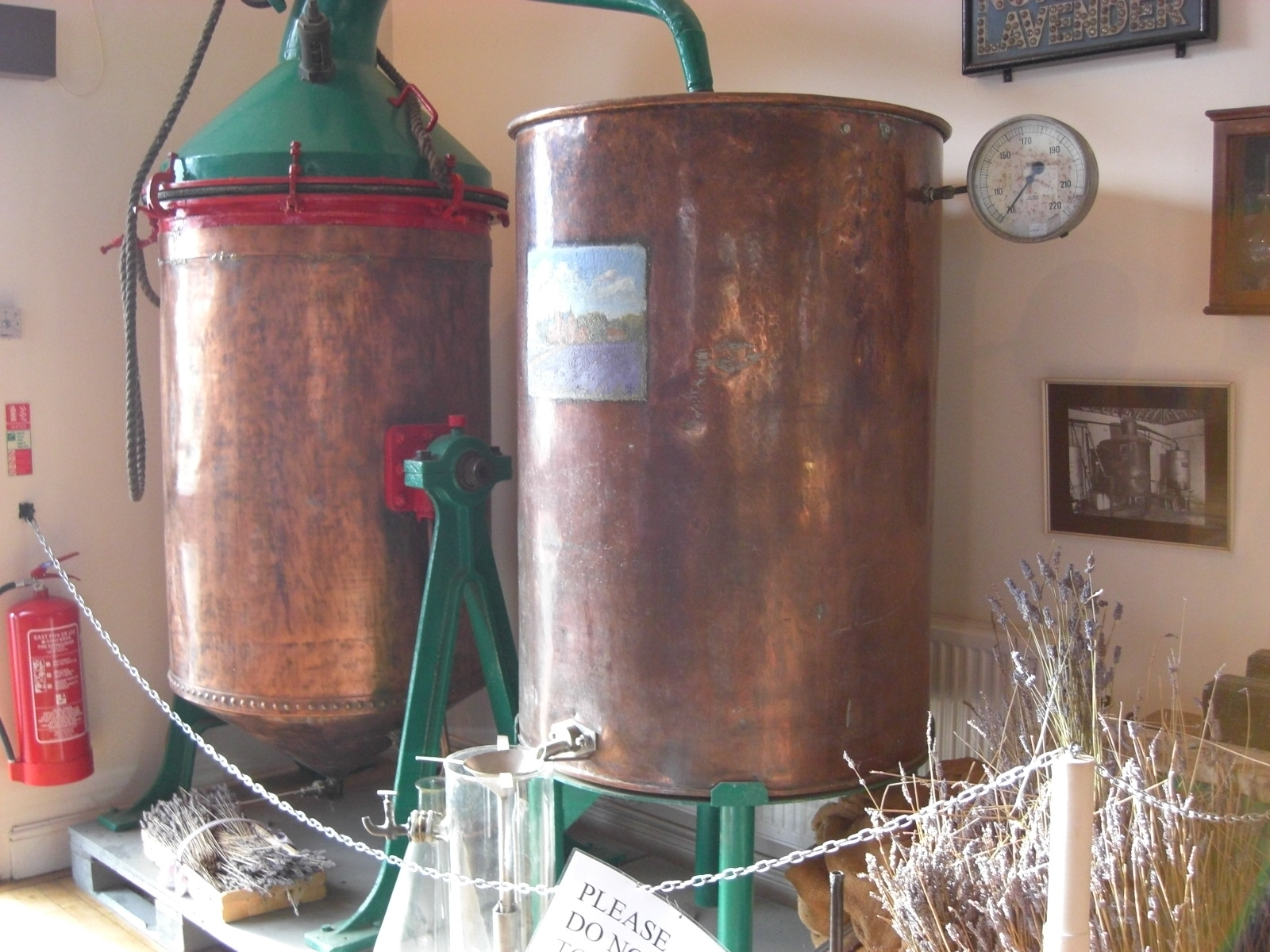
Destilería.

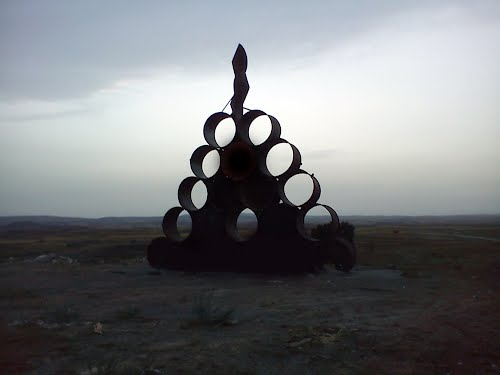
Escultura Monumento al espigolero (recolector de espliego)

La lavanda angustifolia, en su forma de aceite esencial, es utilizada para tratar varias dolencias por sus propiedades:
- calmante: insomnio, irritabilidad, dolores de cabeza, estrés, ansiedad.[3]
- desinfectante y cicatrizante: heridas y quemaduras, eczema seco, escamas, quemaduras del sol, picaduras de insectos.
- antiinfecciosa: resfriado, sinusitis y dolor de garganta.
- relajante y calmante del dolor: contracciones y reumatismo.
- antiparasitaria: piojos.[4]

### Uso de la flor
Se recolectan las inflorescencias espiciformes a principio de la floración. Cuando se han secado, pueden hacerse muchas cosas con ellas, como:
1. Meterlas en bolsitas para ponerlas en armarios, zapateros… ya que es un excelente antipolillas
2. Cajas de perfumes
3. Se utiliza la flor de lavanda en preparaciones que sirven como desinfectante ecológico, loción suavizante para las manos y picaduras de insectos
4. Se utiliza en emplasto para aliviar los esguinces
5. Para hacer infusiones para el insomnio y para fiebre.[cita requerida]

## Taxonomía
Lavandula angustifolia fue descrita por Philip Miller y publicada en The Gardeners Dictionary: . . . eighth edition no. 2, 1768.
Etimología
Lavandula: nombre genérico que se derivaría del latín lavandula y lavandaria, y de sus formas medievales lavendula y lavandula, procedentes de lavare, lavar, limpiar, bañarse, refiriéndose al uso de infusiones de las plantas para perfumar el lavado. Sin embargo, se ha sugerido [¿quién?] que esta explicación puede ser errónea y que el nombre podría derivarse del latín līvěo, -ēre, azulado, lívido, envidioso. [cita requerida]
angustifolia: epíteto latino que significa "con hojas estrechas".
Sinonimia
subsp. angustifolia
- Lavandula delphinensis Jord. ex Billot
- Lavandula fragrans Salisb.
- Lavandula minor Garsault nom. invalid.
- Lavandula officinalis Chaix
- Lavandula officinalis f. albiflora Rehder
- Lavandula officinalis var. delphinensis (Jord. ex Billot) Rouy
- Lavandula spica L.
- Lavandula spica var. angustifolia (Ging.) Briq.
- Lavandula spica var. delphinensis (Jord. ex Billot) Nyman
- Lavandula vera DC.
- Lavandula vera var. angustifolia Ging.
- Lavandula vera var. ligustica De Not.
- Lavandula vulgaris Lam.

subsp. pyrenaica
La subespecie se diferencia de la especie nominal por sus brácteas, el cáliz -este último menos peludo y de color violeta o púrpura- y el opérculo de su diente superior más grande y una distribución limitada a los Pirineos, el norte de España y el sur de Francia, en altitudes de 500 hasta 2000 m.
- Sinónimos de L. angustifolia pyrenaica
  - Lavandula angustifolia var. pyrenaica (DC.) Masclans
  - Lavandula angustifolia var. turolensis (Pau) O. Bolòs & Vigo
  - Lavandula angustifolia subsp. turolensis (Pau) Rivas Mart.
  - Lavandula officinalis var. faucheana (Briq.) Rouy
  - Lavandula officinalis var. pyrenaica (DC.) Chaytor
  - Lavandula pyrenaica DC.
  - Lavandula spica var. faucheana Briq.
  - Lavandula spica var. pyrenaica (DC.) Nyman
  - Lavandula spica var. turolensis Pau
  - Lavandula vera var. pyrenaica (DC.) Benth.[7]

## Híbridos
Son, en particular el tercero, los llamados lavandines ampliamente cultivados, sobre todo para su destilación.
- Lavandula angustifolia × Lavandula dentata = Lavandula × cavanillesii
- Lavandula angustifolia angustifolia × Lavandula latifolia = Lavandula × intermedia = Lavandula × burnati
- Lavandula angustifolia pyrenaica × Lavandula latifolia = Lavandula × hybrida = Lavandula × aurigerana = Lavandula × leptostachya[1]

## Nombres comunes
Especie nominalalfazema, alhucema (5), aljucema, espigol (3), espigola, espigolina (2), esplego, espliego (14), espliego común (2), espliego de la hoja angosta, espliego francés, espliego morisco, espligo, espígola, lavanda (5), lavándula hembra, lavándula macho, tuma.
subsp. pyrenaicabanda, espigo, espigoleta, espigolina, espigó, espiégol, espliego (2), espliego fino, espícol, espígola, lavanda, lavanda hembra, lavándula, pániol, póliol. Entre paréntesis, la frecuencia del vocablo en España.